# Vallangoujard
Vallangoujard egy község Franciaországban. Lakosainak száma 616 fő (2022. január 1.).

## Földrajza
Vallangoujard Menouville, Épiais-Rhus, Hérouville-en-Vexin, Labbeville, Livilliers és Theuville községekkel határos.